# Železniční trať Chur–Arosa
Železniční trať Chur–Arosa je železniční trať v kantonu Graubünden ve východní části Švýcarska. Trať měří 25 kilometrů a spojuje kantonální hlavní město Chur v údolí Rýna s lázeňským a horským střediskem Arosa. Trať je postavena na rozchodu 1 000 mm a byla od počátku projektována jako elektrická dráha (stejnosměrná soustava 2 400 V). Vystavěla ji soukromá společnost Chur-Arosa-Bahn (ChA). Později byla převzata Rhétskou dráhou (RhB) a začleněna do její sítě. Dnes je, podobně jako základní síť RhB, elektrifikována střídavou soustavou 11 kV 16,7 Hz. V celostátním jízdním řádu trati náleží číslo 930.

## Historie

### Projekty a plány na stavbu

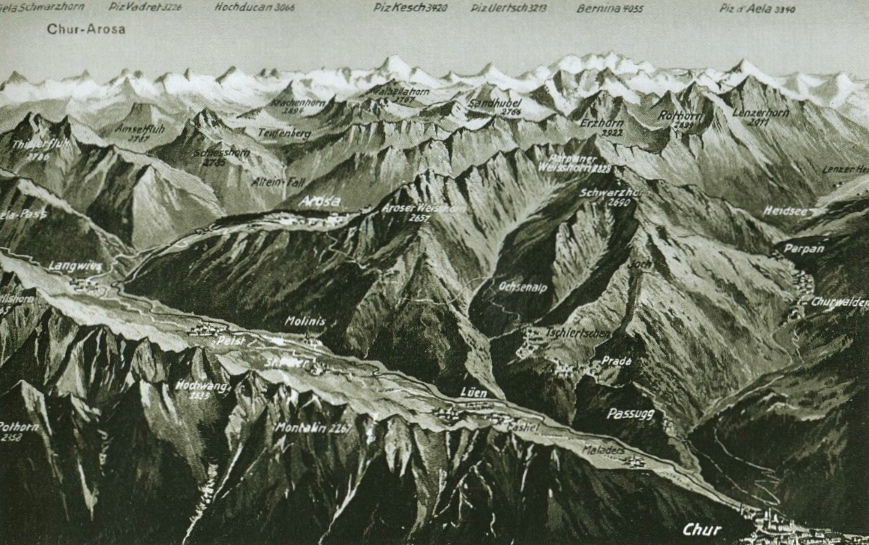
Pohled na údolí řeky Plessur směrem od Churu k Arose

První projekty železnice z Churu do Arosy se objevily na přelomu 19. a 20. století, kdy se zjistilo, že tzv. Schanfiggerstrasse (silnice mezi Churem a Arosou), dokončená v roce 1890, nebude schopna zvládnout objem dopravy do rychle se rozvíjejícího lázeňského města Arosa. Místní lázeňský lékař Carl Rüedi byl první, kdo podal žádost o koncesi na výstavbu příslušné železniční tratě. Dne 9. února 1901 se v obci St. Peter konalo setkání se zainteresovanými stranami, zejména majiteli hotelů a živností v Arose. Plán byl vést trať podél kantonální silnice, cestu rozšířit a v nevyhnutelných úsecích zbudovat tunely. Konečná stanice byla plánována na Hubelwiese u hotelu Hof Arosa. Po Rüediho nečekané smrti v červnu 1901 jeho koncese propadla a tyto plány tak nebyly realizovány.
V lednu 1903 požádal inženýr Robert Wildberger z Churu a jeho společník Englert o koncesi na stavbu elektrické dráhy do Arosy. Mezitím bylo podáno i několik dalších žádostí o koncesi. Nejvýznamnější protinávrhy předložila curyšská firma Müller, Zeerleder, Gobat & Thomann, pozdější stavitelé viaduktu Gründjitobel, která přišla se třemi různými variantami: První počítala s 23,4 km dlouhou tratí po levé straně údolí řeky Plessur. Druhý projekt o celkové délce 21,5 kilometru vedl přes Passugg, Tschiertschen a Litzirüti do Arosy. Třetí návrh pak v podstatě sledoval Schanfiggerstrasse a byl zdaleka nejdelší – měřil 28 kilometrů. Poslední dvě varianty počítaly s ozubnicovými úseky pro překonání sklonu, což odborník pověřený obcí Arosa, hlavní inženýr Moser z Curychu, výslovně nedoporučil.
Vzhledem k rozdílným zájmům údolních obcí se předchozí žadatelé o koncesi v březnu 1905 spojili a vypracovali společnou studii se třemi různými variantami. Všechny tři návrhy začínaly na nádražním náměstí (Bahnhofplatz) v Churu, vedly na západ, překračovaly řeku Plessur u čtvrti Welschdörfli, překonávaly kopec Rosenhügel asi 500 metrů dlouhým tunelem a měly první zastávku v Bodmergutu. Nakonec byl koncem října 1907 předložen přepracovaný projekt, který byl později v podstatě realizován, ale obecní zastupitelstvo v Arose jej tehdy zamítlo. Zvláště kontroverzní bylo umístění konečné stanice Arosa. Obec Arosa se proto nejprve rozhodla projednat jiný projekt společnosti Ahlsfeld & Spyri, takzvanou Churwaldnerlinie – trať z Churu přes Passugg, Malix a Parpan do Arosy a možným pozdějším napojením na Lenzerheide. Ústředním bodem tohoto dlouhého, 32 kilometrů dlouhého projektu, bylo tunelové spojení pod vrchy Urdenfürggli a Hörnli do Wasserbodensee ve výšce 2100 metrů. Konečná stanice se měla nacházet v Innerarose poblíž kostela. Žádost o koncesi na tento projekt byla podána 15. října 1908.
Následovala dlouhá soutěž mezi projektem společnosti Wildberger & Co., který byl znovu přepracován a který upřednostnily obce v údolí Schanfigg, a návrhem společnosti Ahlsfeld & Spyri, který původně podpořilo i město Chur. Na krátkou dobu se opět objevil projekt přes Tschiertschen. Po jednání v prosinci 1909 se městská rada v Churu vyslovila pro podporu Wildbergerova projektu, což způsobilo změnu názorů i v Arose a vedlo ke stažení žádosti o koncesi na trať přes Churwalden. Bez ohledu na to přišel inženýr Versell z Churu s novou, 24 kilometrů dlouhou variantou, takzvanou Lenzerheidskou dráhou. Ta vedla přes Malix, Praden, Tschiertschen a pod chatou Ochsenalp k Obersee. Přestože se tento návrh těšil jistým sympatiím i v Arose, od té doby se pozornost soustředila na financování Wildbergerova návrhu, který počítal s čistě adhezní železnicí s maximálním sklonem 60 ‰. V březnu 1910 proběhla jednání o umístění železniční stanice Arosa a optimalizovalo se vedení trati. Vzhledem k požadavkům, aby byla vozidla RhB schopna po trati jezdit bez omezení, byl minimální poloměr oblouku stanoven na 60 metrů.

### Založení ChA a zahájení stavby

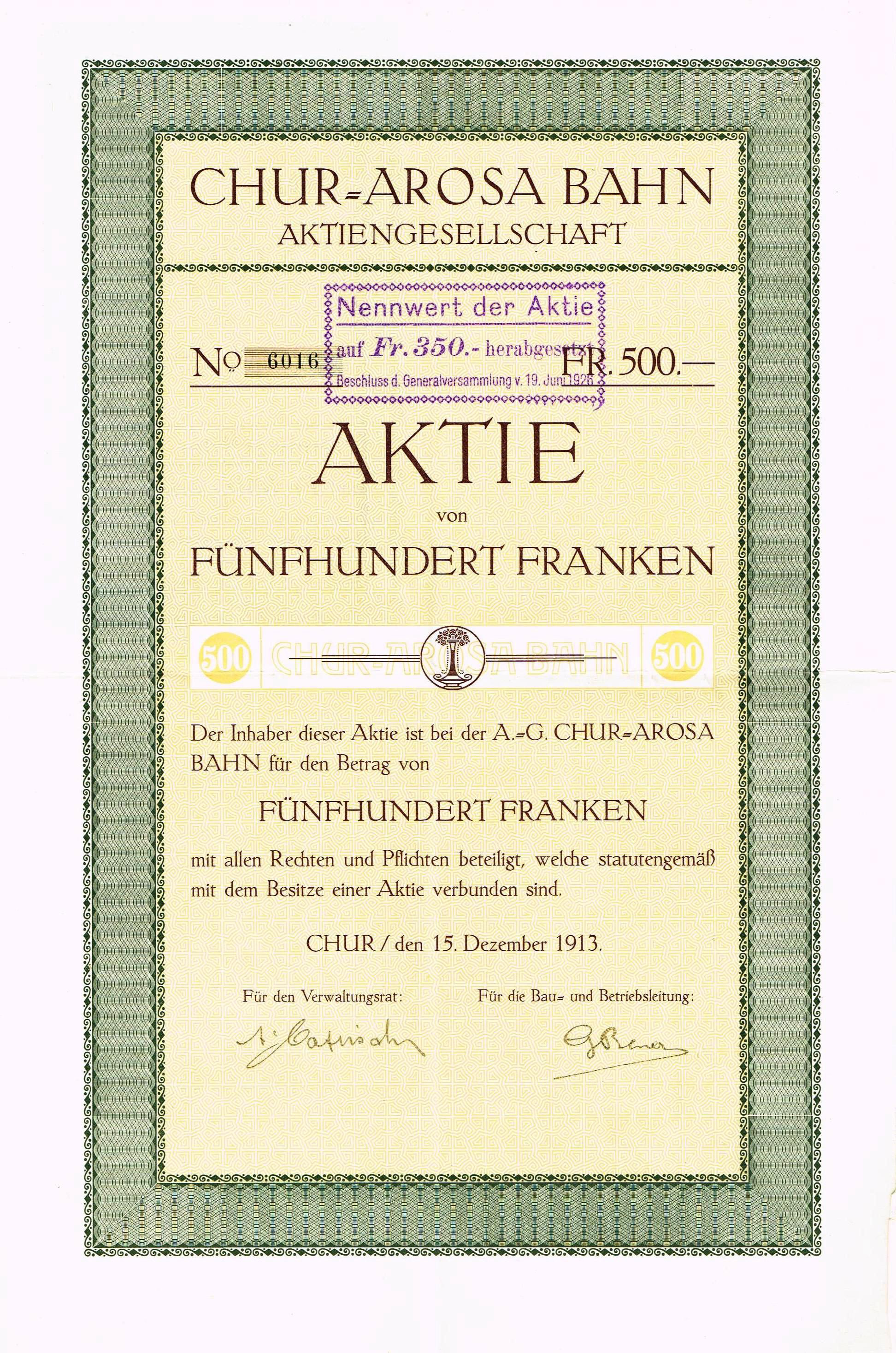
Původní akcie Chur-Arosa-Bahn

Ještě před definitivním zajištěním financování železnice byla 15. července 1911 ustanovena společnost Chur-Arosa-Bahn (ChA). Oficiálně byla založena valnou hromadou v Churu 4. července 1912 se základním kapitálem 7,6 milionu švýcarských franků. Kanton Graubünden byl od počátku majoritním akcionářem. Pověřený hlavní inženýr Gustav Bener mezitím spolu s inženýrem Wildbergerem dokončili projektování a 4. března 1912 předložili graubündenské vládě ke schválení stavební plány. 1. srpna 1912 byly pod vedením Benera a jeho zástupce Hanse Studera, stavitele Wiesenského viaduktu, zahájeny stavební práce. Protože město Chur současně plánovalo výstavbu tramvajové trati, navrhlo vést trať z Arosy přes město až do Sassalu. Vynecháním tunelu Rosenhügel a dvou mostů přes Plessur ušetřila ChA značné stavební náklady ve výši přibližně 150 000 franků. Trasa byla rozdělena do čtyř stavebních úseků, na kterých pracovalo celkem asi 1 000 dělníků. Nestabilní terén brzy způsobil vedení stavby velké problémy, takže původní termín otevření 15. listopadu 1914 musel být odložen.

### Problémy při stavbě trati
V listopadu 1913 se u mostu v Dorfbachu zřítila opěrná zeď a stávající most z ocelových nosníků musel být rozšířen o tři segmenty, které se byly vztyčeny v oblouku o poloměru 60 metrů. V únoru 1914 se po zřícení kamenné zdi zřítilo do údolí 740 m³ nasypaného materiálu i s tratí. V březnu 1914 byly zasypány koleje u východního portálu tunelu Sassal III. V dubnu 1914 došlo k deformaci kaloty tunelu Nesslaries a propadu klenby v tunelu Bärenfalle. Mezi kilometry 4,7 a 5,0 bylo třeba stabilizovat a odvodnit terén. Klenba 148 metrů dlouhého tunelu Spundätscha se navíc zdeformovala natolik, že musel být vybudován 216 metrů dlouhý tunelový obchat. Příslušné práce na tunelu byly zahájeny 9. dubna 1914 a trvaly pouhých pět měsíců. V této době byly stavební vlaky vedeny po dřevěném objízdném mostě, který unesl zatížení jen 12 tun na nápravu. Výstavba elektrárny Lüen, která měla kromě železnice zásobovat elektřinou i město Chur, se stejně jako ostatní stavební práce nesměla opozdit. Kromě obtížného terénu způsobila vážné problémy také všeobecná mobilizace na začátku první světové války, kdy byli různí stavební dělníci a inženýři povoláni do vojenské služby. To se dotklo zejména Hanse Studera, který musel odstoupit z funkce zástupce hlavního inženýra.
Přes všechny potíže byla trať nakonec otevřena 12. prosince 1914 po pouhých dvou letech výstavby. S náklady na výstavbu 402 700 švýcarských franků na kilometr byla tato trať nejdražší z celé sítě Rhétské dráhy (ačkoli tehdy ještě RhB nepatřila).

### Počátky provozu

Historický plakát Chur-Arosa-Bahn

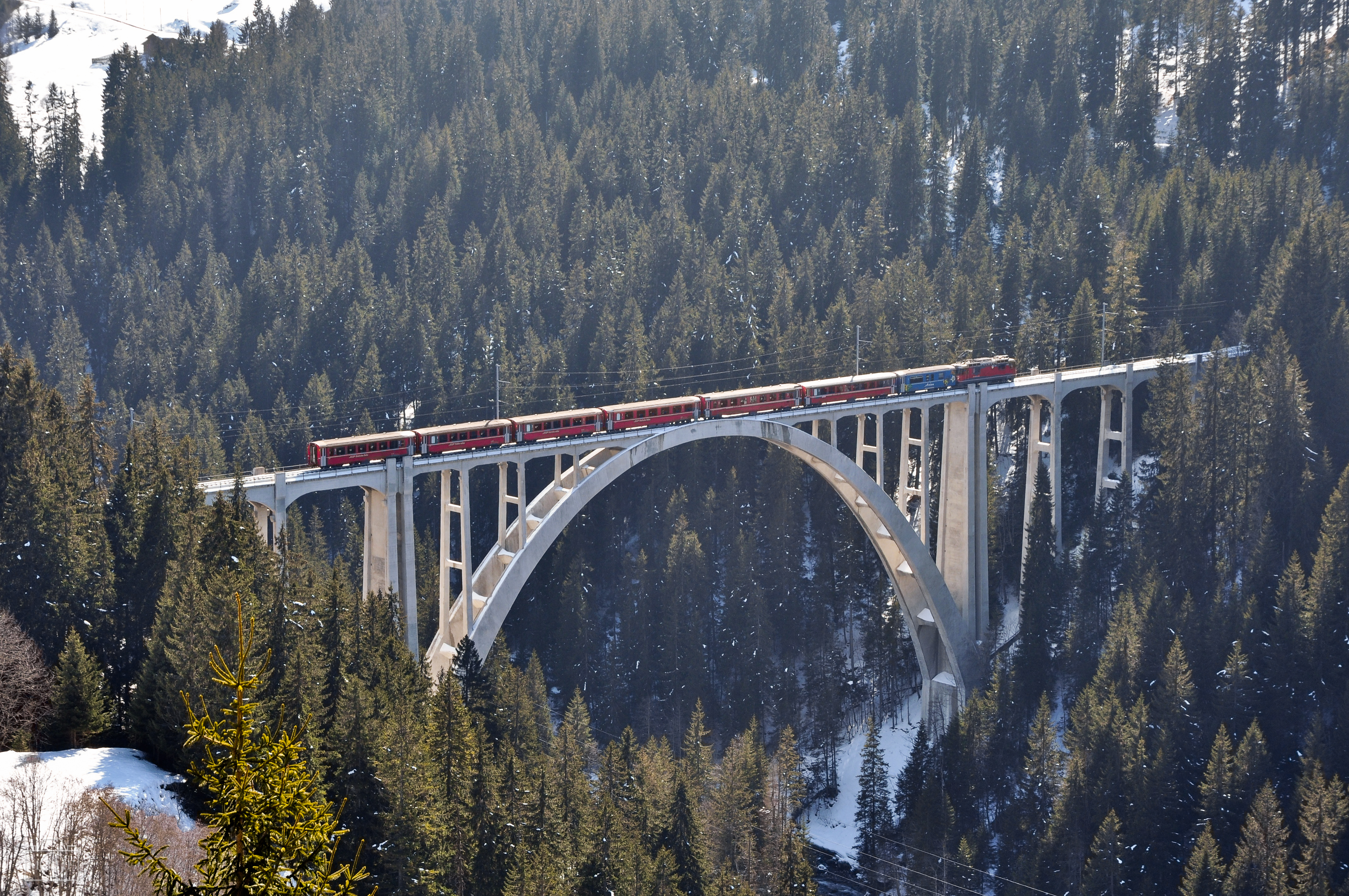
Nejznámější stavba trati – Langwieser Viadukt

Doba jízdy z Churu do Arosy se původně pohybovala mezi 80 a 85 minutami. ChA používala pro svá modrobíle natřená vozidla jinou napájecí soustavu než sousední Rhétská dráha, a to značně nestandardní stejnosměrné napětí 2400 V. Na začátku 30. let 20. století byly vyměněny silně opotřebované koleje a prodlouženy koleje v některých stanicích pro možnost křižování delších vlaků. V roce 1931 byla mezi tunely Sassal I a II vybudována betonová štola.
Na rozdíl od Berninské dráhy, která byla v té době také ještě samostatná, se dráze Chur–Arosa podařilo v prvních letech dosáhnout ekonomických úspěchů, zejména v souvislosti s narůstající oblibou lázní Arosa. Velká hospodářská krize počátkem 30. let a rostoucí konkurence ze strany automobilů však způsobily, že se i ona začala potýkat s finančními problémy. Investice proto musely být omezeny na minimum, což bylo vzhledem ke stáří vozového parku problematické. Aby mohla využít finanční podpory pro železniční společnosti, které se nacházely ve finanční tísni, bylo pro dráhu Chur–Arosa jedinou možností sloučení s Rhétskou dráhou, protože nebyla považována za důležitou pro válečné účely a hrozilo jí tak úplné zastavení provozu. Společnost ChA byla proto v roce 1942 začleněna do Rhétské dráhy, ve stejné době jako trať Bellinzona–Mesocco; Berninskou dráhu RhB převzala o pouhý rok později. RhB převzala veškerá aktiva a pasiva, stejně jako všech 146 zaměstnanců. Při tom se uvažovalo o přestavbě trati Arosa na jednofázový střídavý proud a tehdy vyráběné lokomotivy řady Ge 4/4I pro hlavní tratě RhB byly upraveny pro možnost nasazení i na této trati. Původní systém napájení stejnosměrným napětím však zůstal zachován. Ve stejném roce také prošel větší opravou viadukt Castielertobel.
Po druhé světové válce byly postaveny tři nové rozvodny s usměrňovači v Chur-Sand, Lüen-Castiel a Haspelgrube, čímž byla sledována větší stabilita napájení. V roce 1951 byla na obou stranách tunelu Gitzistein vybudována galerie a v roce 1956 byly tunely Sassal II a III propojeny betonovou galerií. Pro zajištění mostního pilíře v řece Lüener Tobel proti sesuvu bylo roku 1955 mezi opěrou a pilířem instalováno závěsné zařízení s ocelovými lany. K němu bylo připevněno dvanáctitunové závaží, které působilo na hlavu zařízení a udržovalo ji v požadované poloze silou 50 tun.
Dne 26. ledna 1968 byla parní sněhová fréza Xrot d 9214, standardně sloužící na Berninské trati, povolána k jednorázovému nasazení na trati do Arosy. Fréza byla sunuta dvěma vozy ABDe 4/4 a jejím úkolem bylo prohrnout trať mezi Langwies a Arosou; na osmikilometrový úsek potřebovala fréza vzhledem k extrémnímu množství sněhu osm hodin.
V roce 1969 započal provoz vratných souprav s řídicími vozy. Díky tomu nebylo nutné v koncových stanicích objíždět s elektrickými vozy soupravu, což výrazně zjednodušilo a zrychlilo provoz. Dne 22. listopadu 1971 byl zahájen provoz pod novým poloautomatickým zabezpečovacím zařízením (tzv. Rollbock) s kolejovými obvody. Kromě toho byla ve všech nácestných stanicích instalována světelná návěstidla.
V letech 1979–1981 jezdily některé vlaky jako zrychlené, tj. bez zastavení v úseku z Churu až do Langwies. Časová úspora však vzhledem k nízké traťové rychlosti zůstala zanedbatelná, a proto byly tyto spoje opět zrušeny. V roce 1985 byla vypracována projektová studie, která nebyla realizována a která počítala s přesunem krátkého úseku trati nedaleko stanice Lüen do nového tunelu, aby se zabránilo sesuvům půdy v tunelu Cuorra. V roce 1985 byl zaveden vlakový rozhlas a z úsporných důvodů bylo zrušeno obsazení některých nácestných stanic výpravčími – s výjimkou stanic Arosa, Chur a Langwies. Po opakovaných skalních sesuvech byla v roce 1986 v tunelu Sassal III vybudována 147 metrů dlouhá štola. O rok později byly pod tunelem Meiersboden vybudovány další štoly pro skalní řícení. Maximální hmotnost vlaku pro jízdu směrem z kopce (do Churu) byla stanovena na 206 tun.

### Projekt podzemní stanice v Churu

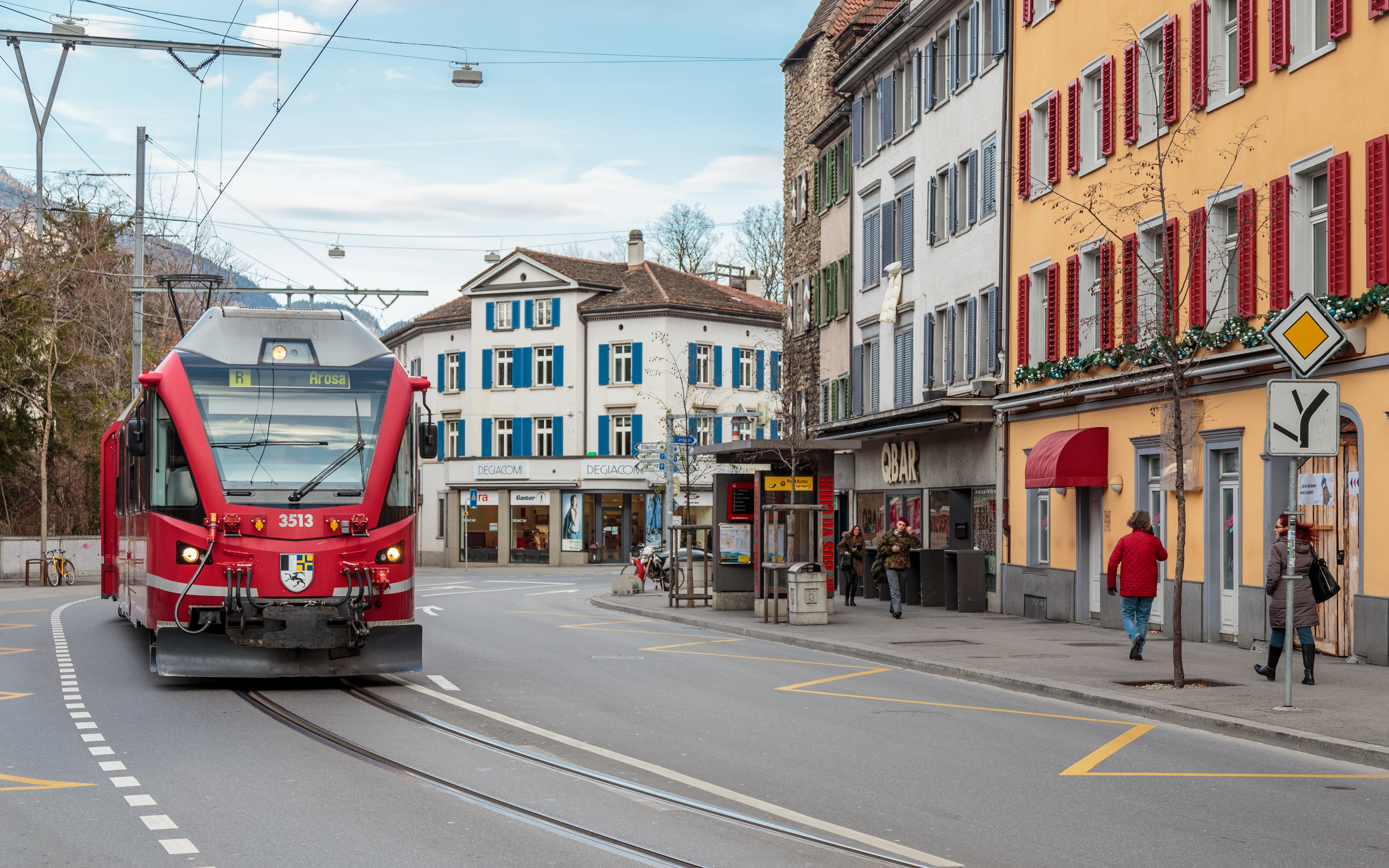
V centru Churu jede vlak do Arosy přímo po ulici

V roce 1988 schválili voliči v Churu velkou většinou hlasů projekt trojkolejné podzemní železniční stanice pro trať do Arosy a 2 836 metrů dlouhého tunelu Mittenberg mezi nádražím Chur a Sassalem. Kvůli následnému zrušení slíbených příspěvků od spolkové vlády však musel být projekt, který se měl realizovat v rámci plánované rekonstrukce celé trati (spojené s dlouho odkládaným přepnutím na střídavou soustavu o napětí 11 kV, používanou na navazujících tratích RhB), na podzim roku 1996 zrušen. Plánovaná trať vedla nejprve východním a poté jižním směrem k Mittenbergu, aby musela procházet pod co nejmenším počtem stávajících budov. Část nové trasy by byla vybudována metodou „cut-and-cover“, ale většina by vyžadovala těžbu. Tento obchvat města by zkrátil dobu jízdy o tři minuty, přestože trasa je o 700 metrů delší. Kromě toho byla naplánována podzemní výhybna, která by zvýšila kapacitu. Trať byla navržena tak, aby na ní v budoucnu mohly jezdit vlaky o délce až 200 m. Výstavba tohoto projektu by stála přibližně 310 milionů švýcarských franků.
Náhradou byl alespoň zcela přestavěn úsek mezi stanicí Chur a zastávkou Chur Altstadt, kde byla trať upravena na dvojkolejnou. Motivací bylo zejména několik vážných dopravních nehod, při kterých došlo k čelnímu střetu vlaku, jedoucího v tomto úseku přímo po ulici, s osobními automobily.

### Změna napájecí soustavy
29. listopadu 1997 byl zahájen provoz na trati po změně napájecí soustavy. Úprava trakčního vedení na střídavé napětí 11 kilovoltů byla spojena s rozsáhlou rekonstrukcí trati, obnovou systému zásobování energií a nasazením nových vozidel. Zatímco dříve byla elektrická energie celých 83 let odebírána z elektrárny Lüen společnosti Arosa Energie, od roku 1997 vede nové přívodní vedení z rozvodny RhB v Reichenau-Tamins k železniční stanici Chur a městské trati. Kabel v korytě řeky Plessur slouží také pro rozvodnu Sand a napájí trakční vedení mezi Sassalem a Arosou. Vzhledem ke změně zavěšení trakčního vedení musely být mírně upraveny profily tunelů Lüener Rüfe, Steinboden, Clasauertobel, Bärenfalle a Cuorra. Zesílení bylo nutné i na trati a jednotlivých mostních konstrukcích. Celkové náklady na modernizaci, včetně investic do kolejových vozidel a prodloužení dopravních kolejí ve stanici St. Peter-Molinis, činily 58,3 milionu švýcarských franků, z čehož 96 % hradila spolková vláda.

### Projekt dostavby trati Arosa–Davos
O možnosti podzemního železničního spojení mezi Schanfiggem (Arosou) a Davosem se diskutovalo brzy poté, co byla již jednou v roce 1913 udělena koncese na výstavbu železniční trati z Arosy nebo Langwiesu do Davosu, která však nebyla nikdy realizována. Na základě poslaneckého návrhu pověřila vláda Graubündenu v roce 2010 společnost Amberg Engineering AG vypracováním předběžného projektu na výstavbu nového tunelu Arosa mezi Litzirüti a Davosem, avšak vzhledem k napjatému rozpočtu vláda Graubündenu zatím nezařadila takový projekt mezi prioritní.

### Další projekty a úpravy trati

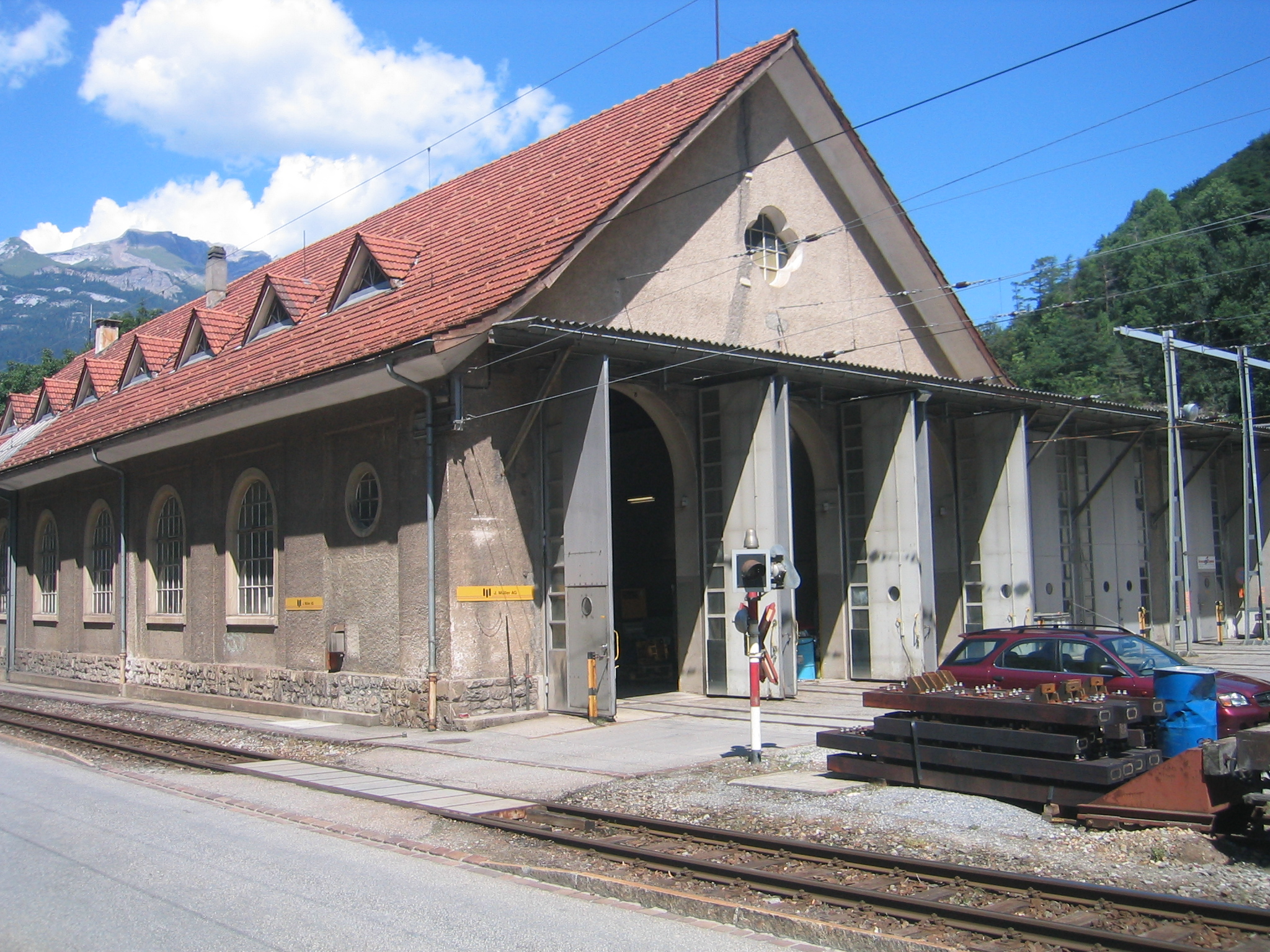
Bývalé depo dráhy na okraji Churu

Od výstavby trati je nutné neustále stabilizovat nestabilní svah v oblasti Plaschenz v blízkosti tunelu Sandgrind. Z důvodu stáří musel být most Schmalztobel a později také mosty Fatschazertobel a Farbtobel v letech 1993/94 nahrazeny novými stavbami, které procházejí vedle těch původních. V roce 2001 byla trať uzavřena od 24. dubna do 20. května a od 30. června až do 15. listopadu kvůli sesuvům půdy a nebezpečí zřícení skal v oblasti Schafsita/Steinboden pod obcí Calfreisen. Kromě výstavby štoly u tunelu Steinboden bylo třeba stabilizovat svah. Mezi Churem a stanicí St. Peter-Molinis byla zavedena náhradní autobusová doprava. V roce 2002 se svah v oblasti Verbrunnawald u tunelu Lüener-Rüfe začal pohybovat. V roce 2007 byl kamenný most Rütibrücke zbourán a nahrazen novým železobetonovým. Mezitím prošel roku 2006 komplexní rekonstrukcí i viadukt Castielertobel, v roce 2009 viadukt Langwies a v roce 2010 viadukt Calfreisertobel. Po částečném zřícení křídlové zdi v důsledku vniknutí vody 3. dubna 2009 byla narychlo vyprojektována náhradní konstrukce mostu Partusabrücke u Peistu, která byla postavena v roce 2010. V roce 2011 bylo obnoveno téměř jeden a půl kilometru kolejí na čtyřech úsecích trati. Šlo o úseky mezi tunelem Arosa a betonárkou na Iselstrasse (480 metrů), části úseků Litzirüti–Langwies (374 metrů) a Langwies–Peist (379 metrů) a také 235 metrů trati pod stanicí Lüen-Castiel. Životnost obnovených úseků se odhaduje na 35 až 50 let.
Kromě toho prošel v roce 2011 rozsáhlou rekonstrukcí viadukt Clasaurer Tobel, který vede přímo do stejnojmenného tunelu. Trvalé svahové pohyby způsobily vážné poškození obtížně přístupné konstrukce. Deformované kamenné oblouky byly odstraněny až na základy a nahrazeny třemi novými ocelovými věžemi. Stavební práce byly dokončeny na podzim 2011. Od roku 2012 byly dva kamenné obloukové mosty přes Schanfiggerstrasse mezi Litzirüti a Arosou (Rütlandbrücke a Bodenwaldviadukt) nahrazeny třípolovými betonovými trámovými mosty. Stavební opatření sloužila v neposlední řadě ke zlepšení plynulosti dopravy na kantonální silnici. Náklady na rekonstrukci rütlandského mostu činily 1,9 milionu švýcarských franků, z čehož spolková vláda přispěla 85 procenty. Náklady na bodenwaldský viadukt byly odhadnuty na 2,1 milionu švýcarských franků.

## Popis trati

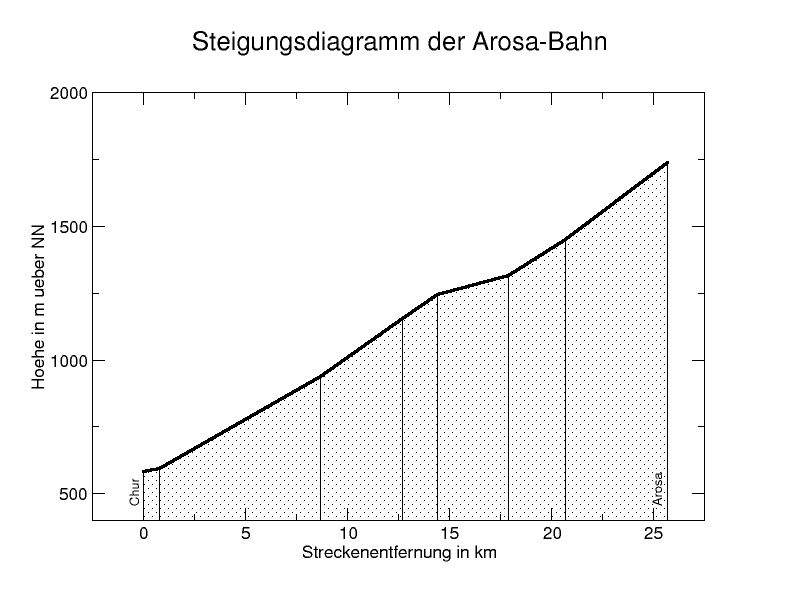
Výškový profil trati

Trať začíná na přednádraží stanice Chur, kde mají vlaky do Arosy vlastní koleje č. 1 a 2 s bočními nástupišti. Na „hlavní“ trať Landquart–Thusis je napojena kolejovou spojkou, která je však pravidelně využívána pouze pro přestavovací jízdy souprav směrem do depa v Landquartu a zpět.
Ihned za stanicí Chur prochází trať centrem města po zpočátku dvoukolejném úseku. Trať je v tomto úseku velmi podobná tramvajové a používá žlábkové kolejnice. Zvláště atypický je diagonální přejezd kruhového objezdu. Asi po půl kilometru se trať krátce před křižovatkou s Grabenstrasse stává jednokolejnou a přiblíží se k řece Plessur. Následuje zastávka Chur Altstadt v blízkosti historického centra města, která je dnes jedinou zastávkou na trati. Krátce před odjezdem z Churu míjí vlaky depo a dílny dráhy, které byly uzavřeny v roce 1997. Dnes ji využívá společnost zabývající se stavbou tratí pro svá vozidla.
Železniční trať pak opouští vozovku přibližně na kilometru 1,6. Několik set metrů nyní vede vpravo od silnice po Vignolových kolejnicích až do zastávky Chur-Sassal, která byla roku 2001 zrušena. Bezprostředně poté trať překračuje hranice města Chur a odtud je železniční trať zcela nezávislá na silnici a vede jako horská železnice do údolí Schanfigg.
Zbytek trasy je bohatý na inženýrské stavby, včetně celkem 53 mostů, 19 tunelů a dvanácti protilavinových štol. Největšími stavbami jsou viadukt Langwies, viadukt Gründjitobel (oba na území bývalé obce Langwies) a viadukt Castielertobel mezi obcemi Calfreisen a Castiel. Nejdelším tunelem je 399 metrů dlouhý Lüener Rüfe.
Na celé trase překonává železnice celkem 1155 výškových metrů, jednou překonává Plessur a třikrát silnici Schanfiggerstrasse. Cestou se nachází pět mezilehlých stanic Lüen-Castiel, St.Peter-Molinis, Peist, Langwies GR, Litzirüti a dvě výhybny, které jsou umístěny u stejnojmenných napájecích stanic – Untersax a Haspelgrube. Po 25 681 metrech trať dorazí do konečné stanice Arosa, která se nachází na břehu jezera Obersee.

## Provoz na trati a vozidla

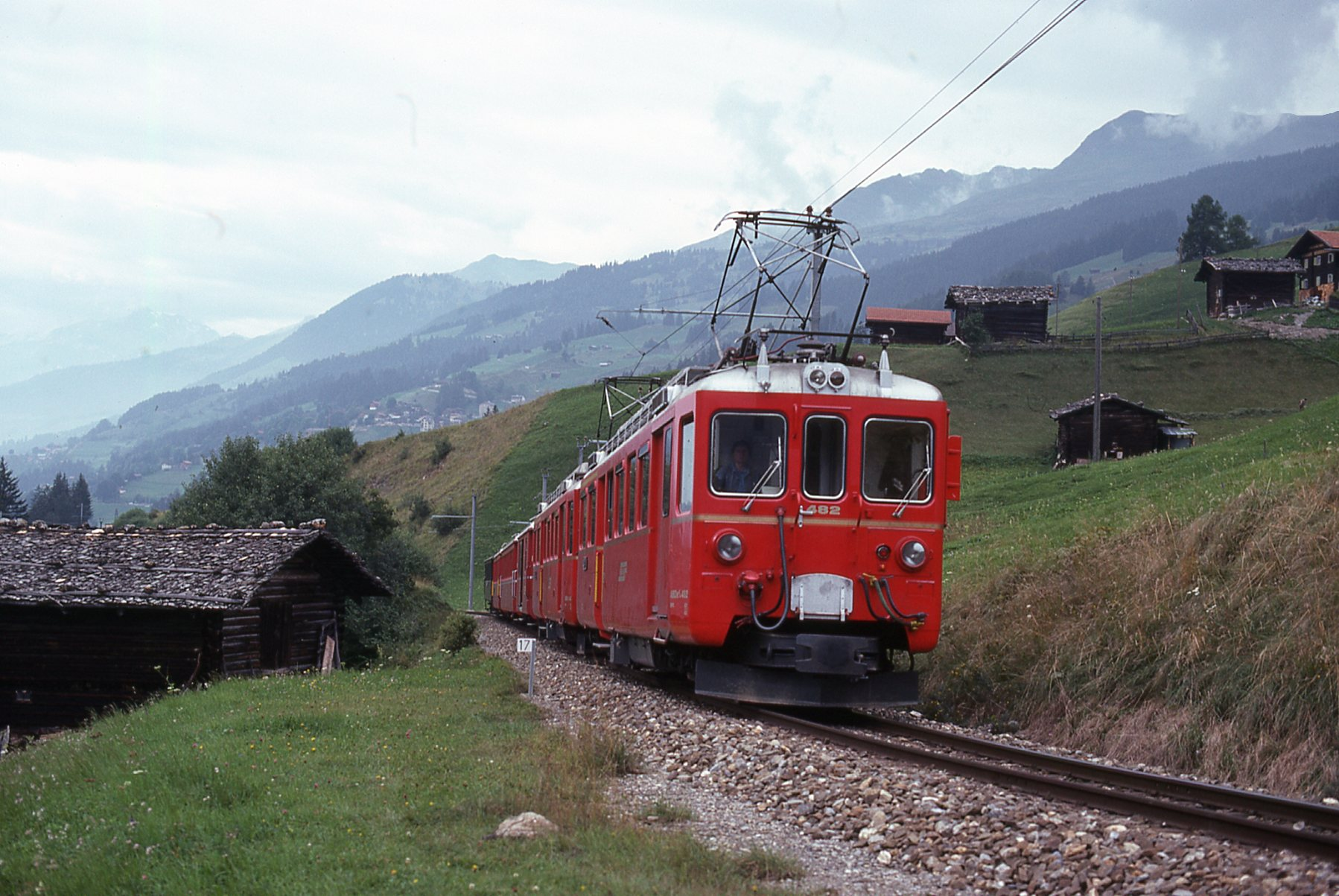
Starší elektrický vůz ABDe 4/4 číslo 482

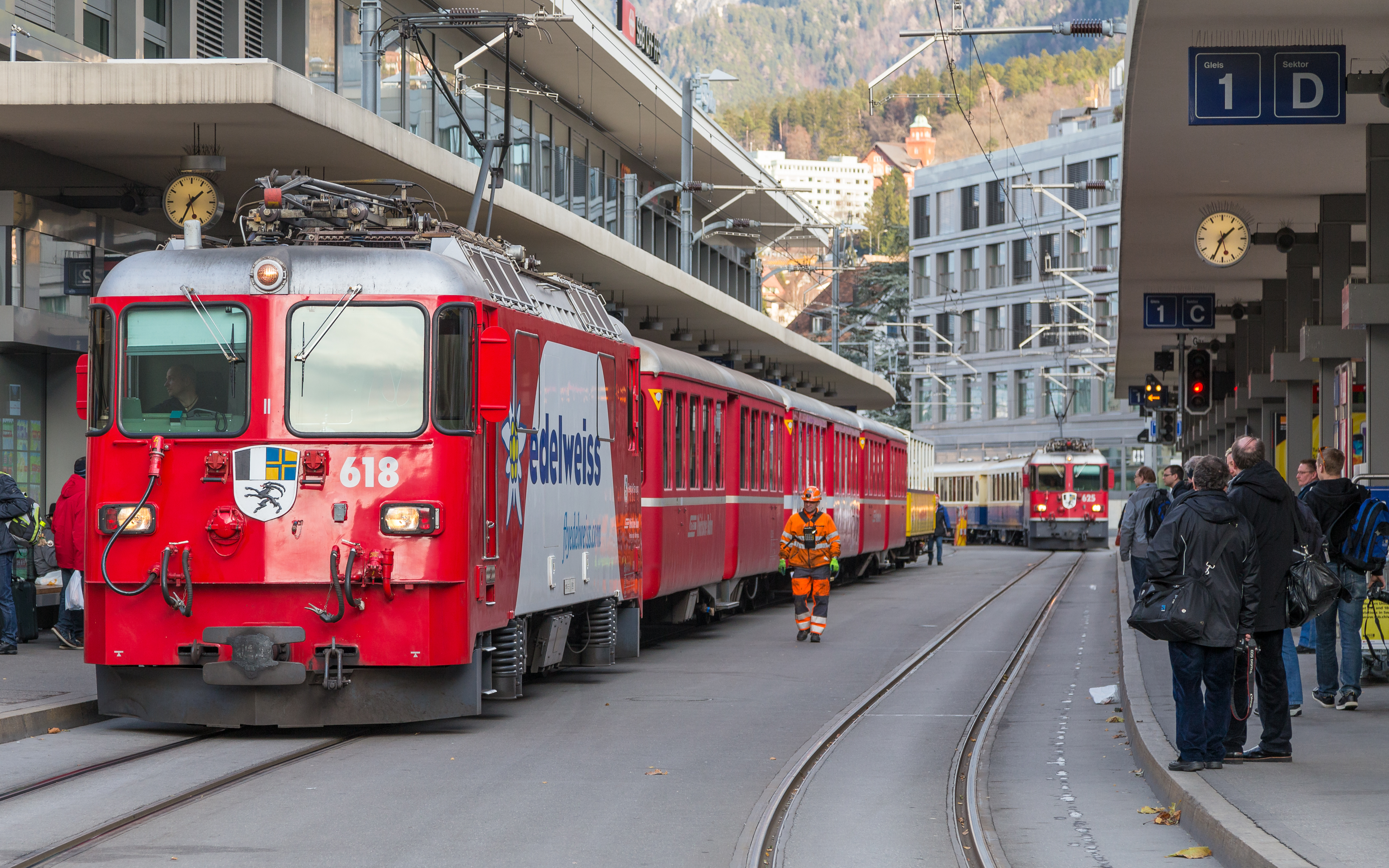
Od roku 1997 jsou na trati nasazeny také lokomotivy řady Ge 4/4^{II}

V roce 1914, při zahájení provozu, zakoupila společnost ChA od Berner-Oberland-Bahn (BOB) dvě ozubnicové parní lokomotivy HG 3/3 čísel 2 a 4 metrového rozchodu, vyrobené v roce 1890, resp. 1914, pro stavební vlaky, které jezdily na dokončované trati. Lokomotivy byly po krátkém používání v nákladní dopravě znovu prodány v roce 1918 (č. 4) a 1920 (č. 2). Na staveništi v centru Churu vozidla stavební vlaky malá parní lokomotiva Blochmont číslo 5, získaná od společnosti Birsigtalbahn (BTB).
Při zahájení provozu měla ChA čtyři elektrické vozy BCFe 4/4 o výkonu 400 koní a celkové hmotnosti vlaku 80 tun, tři vozy druhé/třetí třídy, tři vozy třetí třídy, jeden sanitní a tři poštovní vozy a šestnáct nákladních vozů. V letech 1915–1919 přibyly dva klínovité pluhy a čtyři zavazadlové vozy. V roce 1925 následoval jeden elektrický vůz a dva nákladní vozy. O čtyři roky později byl dodán šestý elektrický vůz. Následovaly první podvozkové osobní vozy a další dvounápravové osobní a nákladní vozy. Později přibyla posunovací lokomotiva Tm 2/2 a drezína Xe 2/2 pro údržbu trakčního vedení. Po sloučení s Rhétskou dráhou obdržela všechna vozidla ChA nová čísla podle schématu RhB. Od roku 1943 byly jednotlivé osobní vozy hlavní sítě RhB upravovány pro trať do Arosy pomocí střešních tyčových spřáhel.
V roce 1957 byly představeny nové elektrické vozy typu ABDe 4/4 481-486, v té době nejvýkonnější úzkorozchodné adhezní motorové vozy. Vozy čísel 483 a 484 mohly být použity také na trati Bellinzona – Mesocco. Přibyly také další osobní vozy a moderní posunovací lokotraktor používaný v Arose. V roce 1968 byla v depu Sand na okraji Churu trvale umístěna sněhová fréza Xrotm 9216, která nahradila dříve používaný parní sněhový pluh. Ta byla upravena pro trať do Arosy spolu s devíti zcela novými osobními vozy. Se zavedením vratných souprav roku 1969 získala RhB tři řídicí vozy ABt a dva smíšené zavazadlové a poštovní vozy typu DZ. V roce 1973 přibyly elektrické vozy ABe 4/4 487 a 488 a v následujících letech dalších sedmnáct osobních vozů.

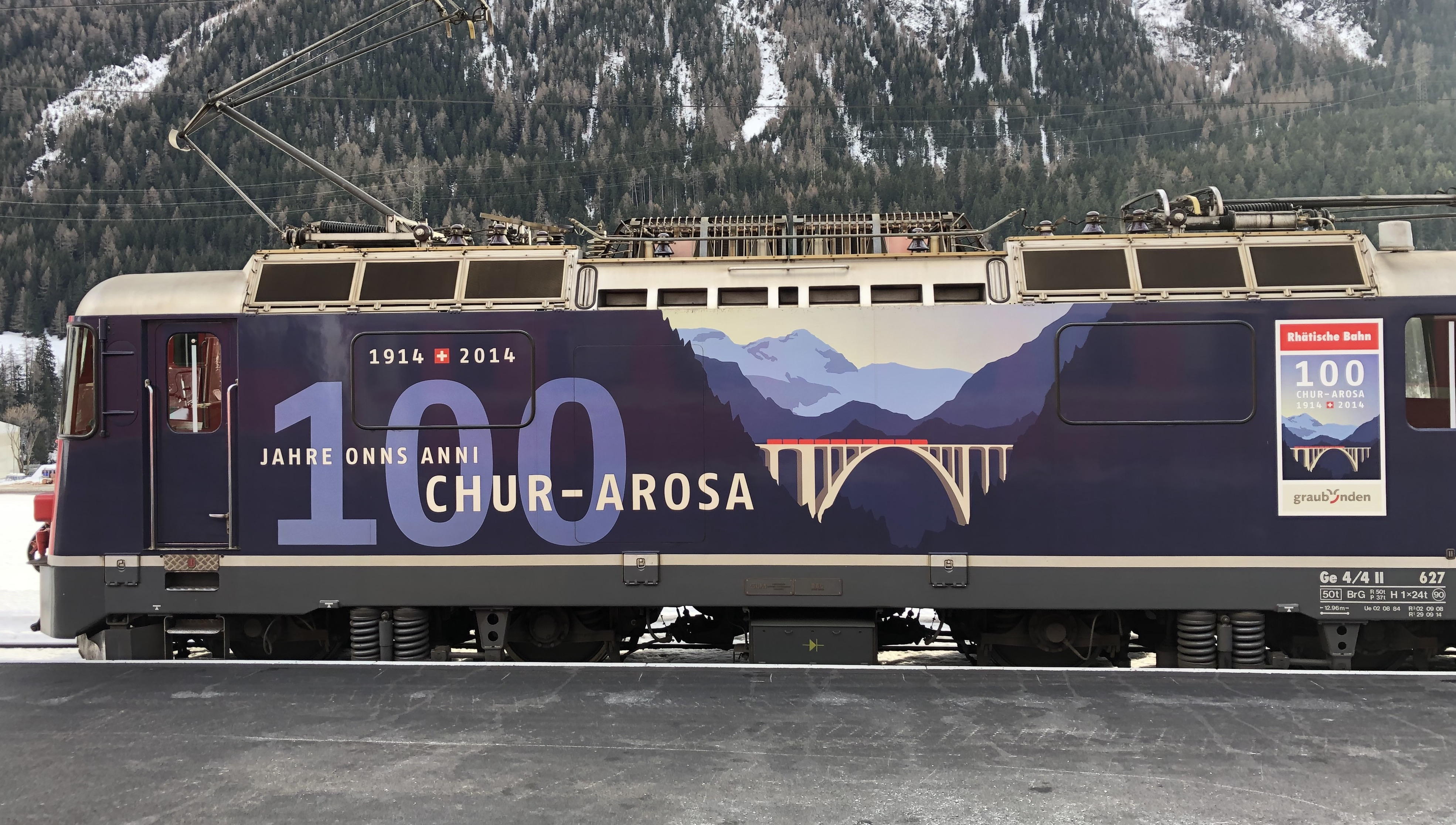
Lokomotiva Ge 4/4^{II} 627 s propagačním nátěrem 100 let trati Chur–Arosa

Se změnou napájecí soustavy v roce 1997 byly vlečné vozy řady ABe 4/4 nebo ABDe 4/4 nahrazeny lokomotivami Ge 4/4II, provozovanými i na ostatních tratích rhB. Současně byla uvedena do provozu speciálně navržená, pohodlnější vlaková souprava, nazvaná Arosa Express. Kromě toho mohou od té doby na trati do Arosy jezdit téměř všechna běžná vozidla RhB. Starší stroje řady Ge 4/4I byly příležitostně používány pro posilové vlaky. V roce 1998 prodala Rhétská dráha vozy ABDe 4/4 484 a 486 společnosti Chemins de fer du Jura (CJ), která je používá jako nákladní vozy ABef 4/4 641 a 642 k přepravě vozů s kontejnery na odpad mezi Tavannes a La Chaux-de-Fonds.
Od roku 2010 se na trati Chur–Arosa používají převážně nové elektrické jednotky řady ABe 8/12, tzv. Allegra. V případě potřeby mohou být i posíleny o vlečné vozy.

### Současnost
V současnosti (2022) se pohybuje jízdní doba osobních vlaků na trati okolo 65 minut. S výjimkou Litzirüti a Langwies jsou všechny mezilehlé stanice zastávkami na znamení. Osobní vlaky jezdí v pravidelném hodinovém taktu a jejich křižování jsou plánována ve stanicích Lüen-Castiel a Litzirüti. Kromě běžných regionálních vlaků jsou v zimní sezóně zaváděny také dva páry vlaků RegioExpress, které neobsluhují všechny mezizastávky. V letní sezóně jezdí za příznivého počasí dva páry osobních vlaků s otevřenými vyhlídkovými vozy.
Nákladní doprava na trati je zaváděna pouze podle potřeby; nákladní vlaky tak jezdí pouze v případě větší poptávky. Jednotlivé nákladní vozy jsou obvykle dopravovány na závěsu osobních vlaků.
V posledních letech činil objem osobní dopravy přibližně 400 000 cestujících ročně. V nákladní dopravě trať Chur–Arosa ročně přepraví 50 000 tun zboží, především dřeva, štěrku, písku a cementu.